# Laura Kraut
Laura Kraut (* 14. November 1965 in Camden, South Carolina, als Laura Kent) ist eine US-amerikanische Springreiterin und Mannschafts-Olympiasiegerin.

## Werdegang

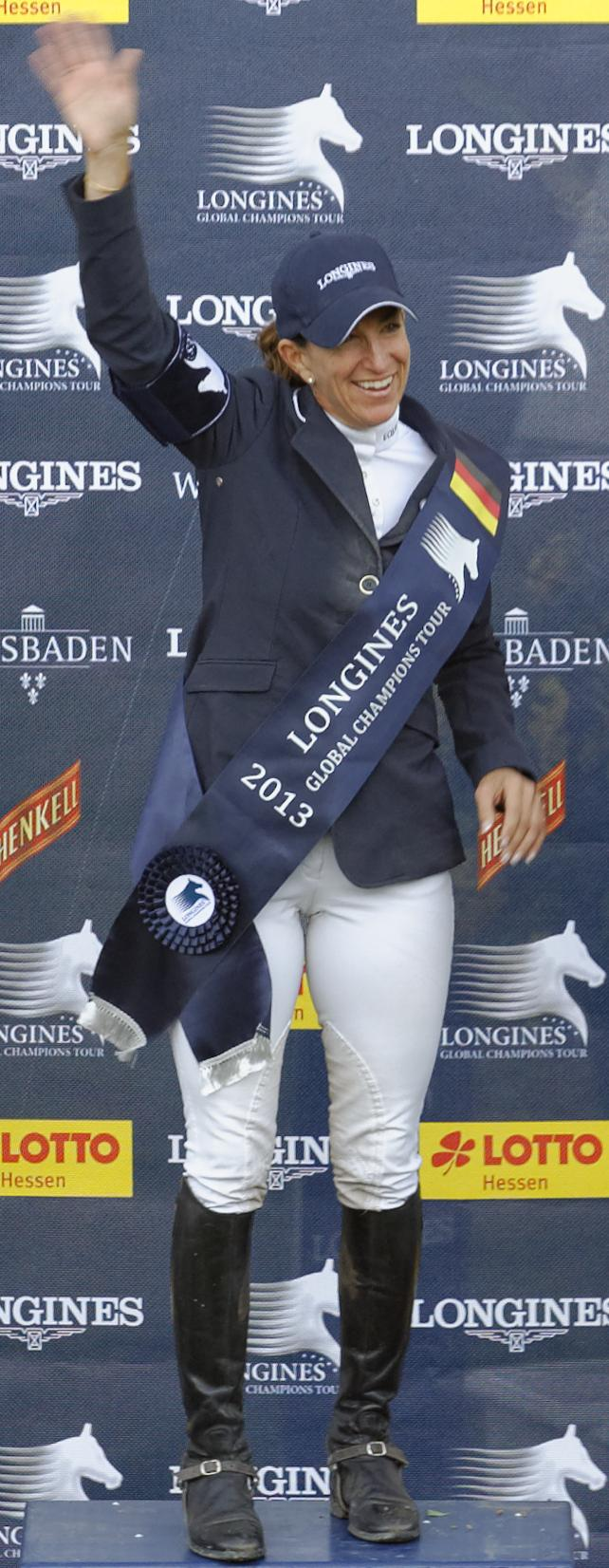
Laura Kraut bei der Siegerehrung der Global Champions Tour in Wiesbaden 2013

Dreijährig kam Kraut über ihre Mutter zum Reiten. Diese ritt zunächst Gangpferde, bevor sie zum in der Vereinigten Staaten weit verbreiteten Hunterreiten (eine Form des Springreitens) wechselte. Lange Zeit ritt Laura Kraut sowohl Hunterprüfungen als auch Springprüfungen. So konnte sie erstmals 1992 am Weltcupfinale der Springreiter in Del Mar teilnehmen, welches sie auf dem zehnten Platz abschloss. Im gleichen Jahr war sie mit Simba Run Ersatzreiterin für die US-amerikanische Equipe der Springreiter bei den Olympischen Sommerspielen 1992, kam hier jedoch nicht zum Einsatz.
Um das Jahr 2000 herum fokussierte sich Laura Kraut komplett auf das Springreiten. Im Jahr 2000 bekam sie erstmals die Möglichkeit, in der Sommersaison mehrere Wochen in Europa zu verbringen und hier Turniere zu bestreiten. Ebenso in jenem Jahr gewann sie die erste Qualifikationsprüfung für das US-amerikanische Olympiateam im Springreiten. Sie wurde für die Olympischen Spiele in Sydney nominiert und ritt mit Liberty im Einzel auf Platz 29, mit der Mannschaft belegte sie den sechsten Platz.
Drei Jahre später erreichte Kraut ihr bisher bestes Ergebnis bei einem Weltcupfinale, wurde mit Anthem Fünfte in Las Vegas. Im August desselben Jahres war Kraut für die US-Equipe bei den Panamerikanischen Spielen 2003 nominiert worden. Vor Ort verletzte sich ihr Pferd jedoch leicht, so dass sie zurückzog und der Ersatzreiter zum Einsatz kam.
Im Jahr 2006 nahm sie erstmals an Weltreiterspielen teil und gewann hier mit Miss Independent und dem Team der Vereinigten Staaten die Mannschaft-Silbermedaille. Im Jahr 2007 war sie an zwei Siegen von US-Equipen im Rahmen der Samsung Super League beteiligt und gewann mit Cedric den Großen Preis von Hachenburg. Ein Jahr später folgte die zweite Olympiateilnahme, gekrönt mit dem Gewinn der Mannschafts-Goldmedaille.
Der Schimmelwallach Cedric blieb bis zu seiner Verabschiedung aus dem Sport im Frühjahr 2017 Krauts Erfolgspferd und bestritt mit ihr auch die Weltreiterspiele 2010 vor heimischem Publikum. Auch die Siege in den Global-Champions-Tour-Springen von Chantilly und Valkenswaard 2010 gelangen mit Cedric, der damit das bisher einzige Pferd ist, das zwei Global Champions Tour-Wertungsprüfungen hintereinander gewinnen konnte.
2010 war sie in der US-amerikanischen TV-Serie A Rider's Story an der Seite ihres Teamkameraden McLain Ward zu sehen. Neben ihrer aktiven Sportlerlaufbahn trainiert Laura Kraut auch andere Springreiter, so gehörte auch Jessica Springsteen zu ihren Schülern.
2024 gewann sie bei den Olympischen Spielen in Paris mit der amerikanischen Equipe die Silbermedaille.

## Persönliches
Laura Kraut war mit dem Springreiter Robert (Bob) Kraut verheiratet. Ihr gemeinsamer, 1999 geborener Sohn Bobby Kraut startet inzwischen selbst in internationalen Springprüfungen. Inzwischen ist sie mit dem britischen Springreiter Nick Skelton liiert. Im Sommer, wenn sie Turniere in Europa bestreitet, lebt sie auf Skeltons Anlage im britischen Alcester, die Wintermonate verbringen beide bei Kraut in Wellington (Florida).
Sie studierte Business und Economics. Kraut ist Botschafterin für Just World International, eine von der ehemaligen Springreiterin Jessica Newman gegründete Hilfsorganisation.

## Pferde
aktuelle Turnierpferde:

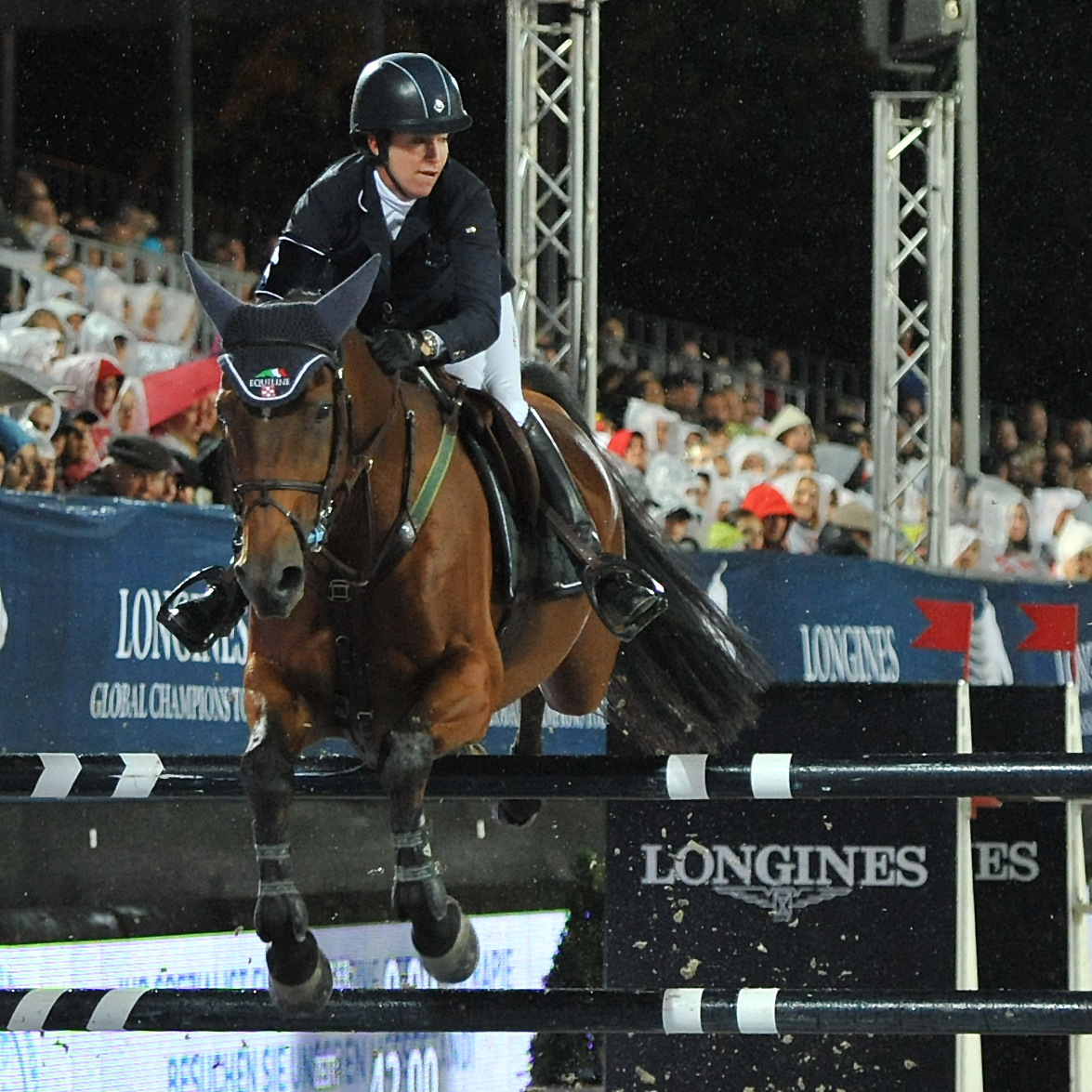
Laura Kraut auf Jubilee d'Ouilly bei den Vienna Masters 2013

- Dorado 212 (* 2013), Oldenburger Springpferd brauner Wallach, Vater: Diarado's Boy, Muttervater: Chacco-Blue
- Tres Bien Z (* 2015), brauner Zangersheider Hengst, Vater: Toulon, Muttervater: Nabab de Rêve
- Baloutinue (* 2010), brauner Hannoveraner Wallach, Vater: Balou du Rouet, Muttervater: Landor S
- Confu (* 2007), Holsteiner Schimmelhengst, Vater: Contact Me, Muttervater: Cambridge
- Bisquetta (* 2014), braune Zangersheider Stute, Vater: Bisquet Balou C, Muttervater: Takashi van Berkenbroeck

ehemalige Turnierpferde:
- Simba Run xx (* 1980; † 2010), Englisches Vollblut dunkelbrauner Wallach, Vater: Rube the Great xx, Muttervater: Dark Star xx[8][9]
- Anthem (* 1991; † 2012), brauner KWPN-Wallach, Vater: Dutchboy, Muttervater: Triton[10]
- Liberty (* 1991; † 2021, vormaliger Name: Jolinde), braune KWPN-Stute, Vater: Libero H, Muttervater: Nimmerdor; zuvor von Emile Hendrix geritten[11][12]
- Miss Independent (* 1996), KWPN-Schimmelstute, Vater: Kingston, Muttervater: Nimmerdor[13], zuletzt im August 2006 im internationalen Sport eingesetzt
- Jubilee d´Ouilly (* 1997), braune Selle Français-Stute, Vater: Palestro II, Muttervater: Graphit; bis 2009 von Pénélope Leprevost geritten, anschließend bis Oktober 2012 von Trevor Coyle geritten[14], zuletzt im Februar 2014 im internationalen Sport eingesetzt
- Cedric (* 1998), Holsteiner Schimmelwallach, Vater: Chambertin, Muttervater: Carolus I[15], zuletzt im September 2018 von Nadja Werth im Sport eingesetzt
- Nouvelle (* 2004), braune KWPN-Stute, Vater: Solitair, Muttervater: Contango[16], zuletzt im November 2019 von Julie Welles im internationalen Sport eingesetzt
- Deauville S (* 2006), dunkelbrauner Holsteiner Wallach, Vater: Diamant de Semilly, Muttervater: Lux Z; bis 2014 von Hendrik Dowe geritten, abschließend bis Februar 2015 von Nick Skelton geritten[17], zuletzt im November 2021 von Tanner Korotkin im internationalen Sport eingesetzt
- Zeremonie (* 2007), Holsteiner Schimmelstute, Vater: Cero, Muttervater: Quick Star[18], zuletzt im März 2020 im internationalen Sport eingesetzt
- Tortola (* 2002), BWP-Schimmelwallach, Vater: Vigo d'Arsouilles, Muttervater: Zeus, zuletzt im Juni 2017 von Matias Larocca im internationalen Sport eingesetzt

## Erfolge

### Championate und Weltcup
- Olympische Spiele:
  - 2000, Sydney: mit Liberty 6. Platz mit der Mannschaft und 29. Platz im Einzel
  - 2008, Hongkong: mit Cedric 1. Platz mit der Mannschaft und 22. Platz im Einzel
  - 2024, Paris: mit Baloutinue 2. Platz mit der Mannschaft

- Weltreiterspiele:
  - 2006, Aachen: mit Miss Independent 2. Platz mit der Mannschaft und 42. Platz im Einzel
  - 2010, Lexington: mit Cedric 10. Platz mit der Mannschaft und 31. Platz im Einzel

- Weltcupfinale:
  - 2002, Leipzig: 17. Platz mit Anthem
  - 2003, Las Vegas: 5. Platz mit Anthem
  - 2004, Mailand: 24. Platz mit Anthem
  - 2005, Las Vegas: 40. Platz mit Anthem
  - 2006, Kuala Lumpur: 16. Platz mit Anthem
  - 2015, Las Vegas: 24. Platz mit Nouvelle
  - 2017, Omaha: 15. Platz mit Zeremonie